# Романівський район
Рома́нівський райо́н (до 1925 року — Миропільський район, 1925—27 роки — Романівський район, 1927—2003 роки — Дзержинський район) — колишня адміністративно-територіальна одиниця у складі Волинської (Житомирської) округи, УСРР, Вінницької і Житомирської областей УРСР та України (до 2020 р.).
Адміністративний центр — селище міського типу Романів. Населення становить 29 267 осіб (на 1.08.2013). Площа — 927,9 км². Район утворено 1923 року.
Корисні копалини: граніти, кварцові піски, гнейси, торф. У районі є підприємства скляної (Романівський та Биківський склозаводи), деревообробної та целюлозно-паперової (Романівська меблева фабрика, Миропільська паперова фабрика), харчової промисловості (Романівський маслозавод, Романівський та Миропільський хлібозаводи, Печанівський комбінат хлібопродуктів), добувної (Миропільський гранітний кар'єр), будівельна промисловість представлена (Миропільським силікатним та Романівським цегельними заводами, легка промисловість — (Миропільська швейна фабрика) та інші підприємства промисловості та сільського господарства.
Спеціалізація сільського господарства — рослинництво зерно-бурякового та тваринництво м'ясо-молочного направлення.

## Населення
Етнічний склад населення району на 2001 рік:
- українці — 86,1 %;
- поляки — 10,6 %;
- росіяни — 2,4 %;
- білоруси — 0,3 %;
- інші національності — 0,6 %[1].

Мовний склад району станом на 2001 р.:
|                               | українська | російська | білоруська | вірменська | молдовська | польська |
| Романівський район            | 98,1       | 1,6       | 0,1        | 0,1        | 0,0        | 0,0      |
| ----------------------------- | ---------- | --------- | ---------- | ---------- | ---------- | -------- |
| смт. Романів                  | 97,9       | 1,7       | 0,1        | 0,2        | 0,0        | 0,1      |
| смт. Биківка                  | 98,4       | 1,5       | 0,1        | -          | -          | -        |
| смт. Миропіль                 | 96,7       | 2,9       | 0,2        | 0,1        | 0,1        | 0,0      |
| Булдичівська с-да             | 100,0      | -         | -          | -          | -          | -        |
| Великокозарська с-да          | 99,3       | 0,7       | -          | -          | -          | -        |
| Вільшанська с-да              | 98,5       | 1,5       | -          | -          | -          | -        |
| Врублівська с-да              | 98,3       | 0,9       | 0,1        | 0,1        | 0,3        | 0,1      |
| Годиська с-да                 | 97,4       | 2,3       | -          | -          | -          | 0,2      |
| Гордіївська с-да              | 99,3       | 0,7       | -          | -          | -          | -        |
| Камінська с-да                | 99,8       | 0,2       | -          | -          | -          | -        |
| Кавринівська с-да             | 97,4       | 1,8       | 0,1        | -          | 0,1        | -        |
| Колодяжненська с-да           | 99,2       | 0,6       | -          | -          | -          | 0,2      |
| Малокозарська с-да            | 98,3       | 1,4       | -          | -          | 0,3        | -        |
| Нивнинська с-да               | 99,2       | 0,8       | -          | -          | -          | -        |
| Ольшанська с-да               | 98,8       | 1,2       | -          | -          | -          | -        |
| Печанівська с-да              | 97,9       | 1,8       | 0,2        | -          | -          | -        |
| Прутівська с-да               | 99,5       | 0,5       | -          | -          | -          | -        |
| Романівська с-да              | 97,9       | 1,7       | 0,2        | 0,1        | -          | 0,1      |
| Садківська с-да               | 97,8       | 1,4       | 0,2        | -          | 0,2        | -        |
| Соболівська с-да              | 99,8       | 0,2       | -          | -          | -          | -        |
| Старочуднівськогутянська с-да | 99,5       | 0,2       | -          | -          | -          | -        |
| Червонохатківська с-да        | 98,5       | 1,5       | -          | -          | -          | -        |
| Хижинецька с-да               | 99,8       | 0,2       | -          | -          | -          | -        |
| Ягодинська с-да               | 99,3       | 0,7       | -          | -          | -          | -        |
| Ясногородська с-да            | 98,8       | 1,2       | -          | -          | -          | -        |

За даними перепису населення СРСР 1939 року чисельність населення району становила 42 274 особи, з них українців — 31 881, росіян — 2 020, німців — 570, євреїв — 2 908, поляків — 4 395, інших — 500.

## Історія
Район утворений 7 березня 1923 року як Миропільський район, з центром у тоді містечку Миропіль, в складі Житомирської округи Київської губернії з 21 сільської ради Миропільської та Романівської волостей Полонського повіту.
Відповідно до постанови ВУЦВК від 23 вересня 1925 року, районний центр було перенесено до містечка Романів з перейменуванням району на Романівський.
Відповідно до наказу Волинського ОВК від 28 липня 1927 року, Романів було перейменовано на Дзержинськ; район отримав назву імені Дзержинського або Дзержинський. 28 вересня 1927 року містечку було повернуто назву Романів, але для району назву було залишено.
2 вересня 1930 року було скасовано поділ УРСР на округи, через що, від 15 вересня 1930 року, Дзержинський район, як і решта окремих адміністративних одиниць, перейшов у безпосереднє підпорядкування до республіканського центру. 9 лютого 1932 року район увійшов до складу новоствореної Вінницької області.
Внаслідок Голодомору 1932—1933 за даними різних джерел, у районі загинуло 572 чол., імена яких на сьогодні встановлено.
22 вересня 1937 року було утворено Житомирську область з Дзержинським районом у складі.
В 1941-44 роках територія району входила до складу гебітскомісаріату Чуднів Генеральної округи Житомир та була поділена на Романівський і Миропільський райони.
Протягом 1950-60 років минулого століття склад району зазнавав суттєвих змін через тривалий процес реорганізації адміністративно-територіального устрою Житомирської області. До району прилучались частини ліквідованих сусідніх районів, а 30 грудня 1962 року було приєднано весь Любарський район. Після відновлення районів сільські ради повертались до їх складу. Цей процес стабілізувався в другій половині 1960-х років.
9 липня 2003 року, постановою Верховної Ради України, районному центрові було повернуто історичну назву, відповідно було змінено й назву району — на Романівський.
Ліквідований відповідно до постанови Верховної Ради України від 17 липня 2020 року «Про утворення та ліквідацію районів».

## Промислові підприємства
- Романівський склозавод
- Биківський склозавод
- Миропільська паперова фабрика
- Романівський маслозавод
- Романівський хлібозавод

## Транспорт
- На території району розташовано 3 залізничні станції: Миропіль, Печанівка та Разіне.

## Адміністративний устрій
Адміністративно-територіальний поділ Романівського району Житомирської області на селищну громаду, 2 селишні ради і 19 сільських рад, які об'єднують 63 населені пункти та підпорядковані Романівській районній раді. Адміністративний центр — смт Романів.

## Політика
25 травня 2014 року відбулися Президентські вибори України. У межах Романівського району були створені 52 виборчі дільниці. Явка на виборах складала — 68,12 % (проголосували 15 542 із 22 815 виборців). Найбільшу кількість голосів отримав Петро Порошенко — 58,89 % (9 152 виборців); Юлія Тимошенко — 16,28 % (2 530 виборців), Олег Ляшко — 9,45 % (1 468 виборців), Сергій Тігіпко — 4,74 % (737 виборців). Решта кандидатів набрали меншу кількість голосів. Кількість недійсних або зіпсованих бюлетенів — 1,06 %.

## Пам'ятки
- Пам'ятки історії Романівського району
- Пам'ятки монументального мистецтва Романівського району

## Відомі люди
- Ліховий Ігор Дмитрович — міністр культури і туризму України.
- Развадовський Віктор Йосипович — Народний депутат України, колишній голова УМВС у Харківській області.
- Генрик Стецький — засновник Романівського склозаводу в 1903 році.
- Тарасюк Борис Іванович — міністр закордонних справ України.
- Шатковський Петро Миколайович — український державний діяч, контррозвідник, генерал-полковник.

## Родовища корисних копалин
- Миропільське граніто-гнейсове
- Малотокарівське родовище польового шпату